# It Snows in Hell
„It Snows In Hell“ je balada finske hard rok grupe Lordi sa albuma The Arockalypse koji je bjavljen 2006. godine. Pesma je objavljena i kao treći singl sa ovog albuma. Singl je izdad kao CD i u digitalnom formatu. Lordi su za singl napravili drugu verziju pesme koja sadrži mekše vokale. Gitarski solo u pesmi odsvirao je Brus Kulik, bivši gitarista grupe Kis. Pesma je zauzela #2 mesto na finskoj muzičkoj listi.

## Muzički spot
Iako je Brus Kulik odradio gitarski solo na ovoj pesmi, on nije gostovao u spotu. Spot je sponzorisan od strane finske poštanske kompanije. Spot počinje prikazom mlade žene koja piše pismo Mr. Lordiju, moleći ga da je spasi od ljudi sa kapuljačama (verovatno lovci na veštice) koji provaljuju u njenu kuću. Devojka u poslednjem trenutku beži kroz prozor i trči u šumu, sve dok ne zastane kod statue, koja je verovatno grob Mr. Lordija, kako se navodi u pesmi. Lovci na veštice je sustižu i otimaju joj pismo iz ruke, koje zatim oduvava vetar. Uzimaju devojku i odvlače je kako bi je spalili na lomači. U tom trenutku, snimci benda koji svira u šumi mešaju se sa pričom devojke dok stranice njenog pisma lepršaju ka Mr. Lordiju. Pisma privlače pažnju Mr. Lordija. Devojka je vezana na lomači i trenutak pre nego što vođa lovca na veštice zapali lomaču, senka se nadvija nad drugim lovcima. Svi su preplašeni, svi osim njihovog vođe. On se okreće iza sebe i tada vidi Mr. Lordija, koji je načinio da preplašeni čovek ispari dok se para uzdiže iz čovekovog ogrtača koji je na zemlji. Mr. Lordi i devojka razmenjuju poglede, i dok ide tekst pesme, nagoveštava se da su njih dvoje na neki način međusobno povezani i da će je on ponovo videti u paklu. Na kraju spota konopci kojima je bila vezana nestaju i devojka zatiče sebe na vedroj i mirnoj livadi kako se osmehuje.

## Spisak pesama
1. „It Snows In Hell“ - 3:38
2. „Evilove“ - 4:00

## Članovi benda
- Mr. Lordi - Vokal
- Amen - Gitara, Prateći vokal
- Kalma - Bas gitara, Prateći vokal
- Enary - Klavijature, Prateći vokal
- Kita - Bubnjevi, Prateći vokal